# Chelsea Girl
《Chelsea Girl》은 독일의 가수 니코의 두 번째 음반이자 첫 번째 솔로 음반이다. 1967년 10월 버브 레코드를 통해 발매되었으며, 같은 해 벨벳 언더그라운드의 데뷔 음반 《The Velvet Underground & Nico》에서의 협업 이후 녹음되었다. 톰 윌슨이 프로듀싱을 맡았으며, 당시 톰은 니코의 바람과는 반대로 현악기와 플루트 편곡을 추가하였다. 제목은 니코가 출연하고 앤디 워홀이 감독하였던 1966년 영화 첼시 걸즈에서 이름을 따왔다.
음반에 수록된 많은 곡들이 기악곡이며, 송라이팅 크레딧에는 루 리드, 스털링 모리슨, 존 케일 등의 벨벳 언더그라운드 멤버들의 이름이 올려져 있다. 〈I'll Keep It with Mine〉은 밥 딜런이 썼으며, 기타로도 참여한 잭슨 브라운은 음반의 세 곡에 참여했다.

## 배경
| 전문가 평가      | 전문가 평가 |
| 평가 점수        | 평가 점수   |
| 출처             | 점수        |
| ---------------- | ----------- |
| 올뮤직           | [ 1 ]       |
| 피치포크         | 8.9/10      |
| 롤링 스톤        | [ 3 ]       |
| 트라우저 프레스' | 부정적      |

니코는 벨벳 언더그라운드와 1966년에 첫 정규 음반 《The Velvet Underground & Nico》의 녹음을 시작했으며, 음반은 이듬해 발매되었다. 발매 이후 니코는 밴드와 함께 앤디 워홀의 익스플로딩 플라스틱 인에비터블(Exploding plastic Inevitable, EPI)라는 이름의 멀티미디어 로드쇼 투어를 한다. 1967년 EPI가 끝나기 전, 니코는 뉴욕에 위치한 어느 커피하우스에 솔로 포크 여가수로서 전속 공연을 하였으며, 팀 하딘, 잭슨 브라운, 벨벳 언더그라운드 멤버 루 리드, 스털링 모리슨, 존 케일 등과 함께했다.

## 트랙 리스트

### A면
1. "The Fairest of the Seasons" (잭슨 브라운, 그레고리 코플랜드) – 4:06
2. "These Days" (브라운) – 3:30
3. "Little Sister" (존 케일, 루 리드) – 4:22
4. "Winter Song" (케일) – 3:17
5. "It Was a Pleasure Then" (리드, 케일, 니코) – 8:02

### B면
1. "Chelsea Girls" (리드, 스털링 모리슨) – 7:22
2. "I'll Keep It with Mine" (밥 딜런) – 3:17
3. "Somewhere There's a Feather" (브라운) – 2:16
4. "Wrap Your Troubles in Dreams" (리드) – 5:07
5. "Eulogy to Lenny Bruce" (팀 하딘) – 3:45